# Come Home (OneRepublic)
Come Home è un singolo dei OneRepublic, rilasciato soltanto in formato digitale su iTunes, brano tratto dal loro album di debutto Dreaming Out Loud, pubblicato nel 2007. Il pop rock ballata piano-based presenta svolazzi orchestrali, e liricamente ruota attorno al gancio di suppliche eponime "Vieni a casa, tornare a casa". Alcuni recensori che hanno sentito la canzone avevano sottinteso politicamente come un appello a richiamare le truppe americane in guerra. Tedder aveva scritto la canzone che parlava di un amico in servizio in guerra all'estero. "Come Home" è stato messo in evidenza come un piacevole cambiamento di ritmo da molte canzoni simili che hanno composto per l'album Dreaming Out Loud.
La canzone non ha avuto successo in radio e ha mancato anche nella sua uscita negli Stati Uniti. "Come Home" è apparsa in episodi di Cold Case e The Vampire Diaries.

## Tracce
Download Digitale
1. Come Home (Album version) – 4:27
2. Come Home (feat. Sara Bareilles) (Single version) – 4:18

## Il singolo
Nel 2009, la canzone è stata rimasterizzata con la cantautrice Sara Bareilles, e questa versione è stata pubblicata digitalmente come quinto ed ultimo singolo dell'album. La canzone ha debuttato alla # 80 della Billboard Hot 100 la settimana del 14 luglio, prima di cadere il grafico della settimana successiva a causa di una mancanza di promozione. La canzone non è mai girata in radio, e non è riuscita a tracciare successo fuori dagli Stati Uniti. "Come Home" è apparsa come sottofondo musicale in episodi di Cold Case e The Vampire Diaries.

## Critica
Come Home non ebbe tanto successo come i primi due singoli dell'album, con un picco alla numero 80 durante la sua unica settimana della Hot 100 US.

## Classifiche
| Classifica (2009)      | Posizione più alta |
| ---------------------- | ------------------ |
| Stati Uniti            | 80                 |
| Stati Uniti (Digitale) | 48                 |

## Cover
La cantante Faith Hill ha reinterpretato "Come Home" nel 2011 e ha debuttato nella classifica (US digitale) alla n ° 35, la sua migliore settimana di apertura da "Mississippi Girl", così come sul (US Hot 100) alla n ° 82. Nel corso delle suoi dodici settimane, la canzone ha raggiunto una posizione di picco alla n. 26 su (Us Hot Country).